# Nagel (Familienname)
Nagel ist ein Familienname.

## Varianten
- Nagell
- Nägel
- Nägele
- Nägeli
- Nagl
- Nail [⁠aɪ̯⁠] – ein in Tirol (Inntal, Zillertal) auftretender Familienname

## Namensträger

### A
- Aaron Nagel (* 1980), US-amerikanischer Maler und Musiker
- Adolf Nagel (Fabrikant) (um 1778–1848), deutscher Unternehmer und Kommerzienrat
- Adolf Nagel (Heimatforscher) (1867–1940), deutscher Hofrat, Heimatforscher und Sammler
- Adolph Nagel (1800–1873), deutscher Musikalienhändler und Musikverleger
- Adrian Wilhelm von Nagel (1721–1798), Amtsdroste in Stromberg und Werne, kurkölnischer Kämmerer
- Albert Nagel (Dirigent) (1896–nach 1954), deutscher Dirigent, Kapellmeister und Komponist
- Albert Nagel (Heimatforscher) (* 1952), deutscher Heimatforscher
- Alberto Nagel (* 1965), italienischer Banker
- Albine Nagel (1884–1969), österreichische Kammersängerin
- Albrecht Nagel (1833–1895), deutscher Augenarzt
- Alexander Nagel (1925–2012), deutscher Politiker (FDP)
- Alexander Nagel (Kunsthistoriker) (Alexander T. Nagel; * 1964), US-amerikanischer Kunsthistoriker und Hochschullehrer
- Alexander-Kenneth Nagel (* 1978), deutscher Religionswissenschaftler
- Alfred Nagel (1896–1967), deutscher Bürgermeister und Landrat
- Alfred Nagel, Pseudonym von Hermann Weber (Historiker, 1928) (1928–2014), deutscher Historiker und Politikwissenschaftler
- Andreas Nagel (* 1964), deutscher Fußballspieler
- Andreas Fischer-Nagel (* 1951), deutscher Autor und Verleger
- Anne Nagel (Schauspielerin) (1915–1966), US-amerikanische Schauspielerin
- Anne Christine Nagel (* 1962), deutsche Historikerin
- Anton Nagel (Geistlicher) (1742–1812), deutscher römisch-katholischer Geistlicher, Historiker und Autor
- Anton Nagel (Bildhauer) (1882–1957), deutscher Bildhauer
- Anton von Nagel zu Aichberg (1798–1859), deutscher Jurist und Politiker
- Armin Nagel (* 1969), deutscher Komiker und Schauspieler
- Arthur Nagel (1890–1945), deutscher Politiker (SPD, KPD)
- August Nagel (Erfinder) (1882–1943), deutscher Kamerafabrikant

### B
- Bernd Nagel (* 1963), deutscher evangelischer Pfarrer, Seelsorger und Publizist
- Bernhard Nagel (Jurist) (* 1942), deutscher Jurist und Fachbuchautor
- Bernhard Nagel (Psychologe) (* 1949), deutscher Psychologe und Pädagoge
- Bernhard August Nagel (1846–1937), deutscher Orgelbauer in Großenhain, siehe Nagel (Orgelbauer)
- Bert Nagel (1907–2000), deutscher Germanist und Linguist
- Björn Nagel (* 1978), ukrainisch-deutscher Springreiter

### C
- Carl Nagel (1889–1966), deutscher evangelischer Theologe, Superintendent und Heimatforscher
- Carsten Nagel (* 1955), dänischer Autor und Psychotherapeut
- Carsten-Otto Nagel (* 1962), deutscher Springreiter und Landwirt
- Charles Nagel (1849–1940), US-amerikanischer Politiker
- Christiaan Nagel (* 1982), britischer Streetartkünstler
- Christian August Nagel (1821–1903), deutscher Geodät und Hochschullehrer
- Christian Heinrich von Nagel (1803–1882), deutscher Mathematiker
- Christine Nagel (Parfümeurin) (* 1959), Schweizer Parfümeurin
- Christine Nagel (Hörspielautorin) (* 1969), deutsche Hörspielregisseurin und -autorin
- Christoph Bernhard von Nagel (1665–1726), deutscher Offizier
- Claudia Nagel (* 1965), deutsche Forscherin
- Claus Dieter Nagel (1923–2008), deutscher Journalist
- Clemens Nagel (* 1945), deutscher Politiker (SPD), MdL
- Clemens August von Nagel zur Loburg (1748–1828), Obrist in Münster
- Conrad Nagel (1897–1970), US-amerikanischer Schauspieler

### D
- David Nagel (* 1981), deutscher E-Sportler
- Dietrich Nagel, Domherr in Münster
- Dietrich Hermann von Nagel (1621–1685), deutscher Offizier
- Doris Nagel, österreichische Paläontologin

### E
- Eckhard Nagel (* 1960), deutscher Chirurg
- Edmund Friedrich Levin von Nagel (1689–1744), Amtsdroste in Stromberg und General in der fürstbischöflichen Armee
- Eduard von Nagel (?–1880), österreichischer Unternehmer
- Eduard Nagel (Maler) (1902–1980), deutscher Maler
- Eduard Nagel (Theologe) (* 1942), deutscher katholischer Theologe, Chefredakteur und Schriftsteller
- Eike Nagel (* 1967), deutscher Kardiologe und Hochschullehrer
- Elke Nagel (* 1938), deutsche Autorin
- Emil Nagel (1853–1933), deutscher Offizier und Afrikareisender
- Erich Nagel (1908–1971), deutscher Maler
- Erika Nagel (Malerin) (1920–2007), deutsche Malerin
- Erika Nagel (Prähistorikerin) (1943–1999), deutsche Prähistorikerin
- Ernest Nagel (1901–1985), US-amerikanischer Philosoph und Wissenschaftstheoretiker
- Ernst Nagel (Journalist) (1898–nach 1967), deutscher Journalist
- Ernst Nagel (Politiker) (1898–1976), deutscher Jurist und Politiker, MdL Schleswig-Holstein
- Ernst Nagel (Theologe) (1931–2001), deutscher Theologe und Militärseelsorger
- Erwin Nagel (* 1931), deutscher Innenarchitekt

### F
- Ferdinand Matthias von Nagel (1679–1733), Amtsdroste in Steinbrück sowie Domherr in Hildesheim
- Ferdinand Ignaz von Nagel (1660–1726), Domherr in Paderborn und Hildesheim sowie Domdechant
- Florian Nagel (* 1992), deutscher Fußballspieler
- Frank Norbert Nagel (* 1943), deutscher Geograph und Hochschullehrer
- Franz Nagel (Maler) (1907–1976), deutscher Maler und Grafiker
- Franz Nagel (Kunsthistoriker) (* 1978), deutscher Kunsthistoriker
- Franz Adolf von Nagel (1680–1746), Amtsdroste und Dompropst im Hochstift Münster
- Franz Christoph Nagel (1699–1764), deutscher Baumeister
- Franz Ferdinand von Nagel (1734–1762), Amtsdroste in Winzenburg und Domherr in Münster und Paderborn
- Friederich Nagel (* 1993), deutscher Volleyballspieler
- Friedrich Nagel (Verwaltungsbeamter) (1782–1844), Württembergischer Verwaltungsbeamter
- Friedrich Nagel (Politiker) (1810–1884), deutscher Politiker und Jurist
- Friedrich August Nagel (1876–1959), deutscher Architekt, Fotograf, Bau- und Gartenhistoriker
- Friedrich Gottlieb Nagel (1864–1907), deutscher Unternehmer und Firmengründer, siehe Kühne + Nagel
- Friedrich-Rudolf Nagel (1943–2007), deutscher Fotograf
- Friedrich Wilhelm Nagel (1940–2024), deutscher Agrarwissenschaftler, Ökonom und Diplomat der Europäischen Union
- Fritz Nagel (Pädagoge) (1890–1962), deutscher Landwirtschaftspädagoge und Hochschullehrer
- Fritz Nagel (Kunsthändler) (1897–1981), deutscher Chemiker und Kunsthändler

### G
- G. L. Nagel (Gerhardt Ludwig Nagel; 1829–1897), deutscher Klavierfabrikant
- Georg Nagel (Domherr) († 1619), evangelischer Domherr in Münster und Assessor der Landpfennigkammer
- Georg Nagel (Biophysiker) (* 1953), deutscher Biologe und Hochschullehrer
- Georg Adolf von Nagel (1695–1730), Domherr in Münster
- Georg Levin von Nagel (1658–1723), deutscher Offizier und Landkomtur des Deutschen Ordens
- Georges Nagel (1899–1956), Schweizer Ägyptologe
- Gerd Nagel (Journalist) (* 1929), deutscher Journalist
- Gerd Nagel (Mediziner) (* 1936), Schweizer Onkologe
- Gerd Nagel (Leichtathlet) (* 1957), deutscher Leichtathlet
- Gert Nagel (* 1936), deutscher Antiquar und Auktionator
- Gottlieb Nagel (1787–1827), deutscher Befreiungskämpfer, Dichter und Pädagoge
- Gottlieb Nagel (Polizist) (1892–1978), deutscher Major der Ordnungspolizei und Kommandeur des Polizei-Bataillon 322
- Gottlob Heinrich Nagel (1805–1883), Orgelbauer in Großenhain in Sachsen, siehe Nagel (Orgelbauer)
- Günter Nagel (Landschaftsarchitekt) (1936–2020), deutscher Landschaftsarchitekt und Hochschullehrer
- Günter Nagel (Autor) (* 1939), deutscher Jurist und Autor
- gustaf nagel (eigentlich Gustav Nagel; 1874–1952), deutscher Wanderprediger
- Gustav Nagel (Übersetzer) (1786–1859), deutscher Leutnant, später Rechnungsführer, Schriftsteller, Übersetzer und Sprachlehrbuch-Verfasser
- Gustav Friedrich Nagel (1868–1944), deutscher Theologe

### H
- Hanna Nagel (1907–1975), deutsche Malerin und Grafikerin
- Hans Nagel (General) (1882–1964), deutscher Offizier
- Hans Nagel (Künstler) (1926–1978), deutscher Künstler
- Hans Nagel von Brawe, Pseudonym des Friedrich von Dincklage-Campe (1839–1918), deutscher Berufsoffizier und Militärschriftsteller
- Hans-Hellmut Nagel (* 1935), deutscher Informatiker und Hochschullehrer
- Hansjörg Nagel (1938–2016), deutscher Eishockeyspieler
- Hans-Jürgen Nagel (* 1938), deutscher Politiker (CDU)
- Heidenreich Adolf von Nagel zu Loburg (1690–1748), Domherr in Münster und Osnabrück
- Heiderose Fischer-Nagel (* 1956), deutsche Autorin und Verlegerin
- Heinrich Nagel (Architekt), deutscher Architekt
- Heinrich Nagel (Musiker) (?–1920), deutscher Bratschist
- Heinrich Nagel (Politiker) (1888–1958), deutscher Politiker (CDU), MdBB
- Heinrich Nagel (Jurist) (1911–2001), deutscher Jurist und Richter
- Heinrich von Nagel zu Aichberg (1833–1910), deutscher General der Kavallerie
- Helmut Nagel (1914–nach 1979), deutscher Kamerafabrikant
- Henriette Nagel (* 1992), deutsche Schauspielerin
- Herbert Nagel (Leichtathlet) (* vor 1938), deutscher Leichtathlet
- Herbert Nagel (Publizist) (1942–2013), deutscher Publizist und Aktionskünstler
- Herbert Christian Nagel (1924–2016), deutscher Autor
- Hermann Nagel (Domherr) (1584–1637), Domherr in Münster
- Hermann Nagel (Politiker) (1871–1945), deutscher Politiker, Jurist und Gerichtsdirektor
- Hermann Adolf von Nagel (1732–1782), Amtsdroste in Stromberg und Domherr in Hildesheim, Münster und Paderborn
- Hermann Werner von Nagel (1696–1747), Amtsdroste in Winzenburg (Hildesheim)

### I
- Ida von Nagel (1917–1971), deutsche Dressurreiterin
- Ignaz Nagel (1831–1872), österreichischer Volkssänger
- Isabell Nagel (* 1984), deutsche Handballspielerin, siehe Isabell Klein
- Ivan Nagel (1931–2012), deutscher Theaterwissenschaftler und Schriftsteller

### J
- Jakob Nagel (Politiker) (1790–1841), Schweizer Arzt, Landammann und Tagsatzungsgesandter
- Jakob Nagel (Staatssekretär) (1899–1973), deutscher Elektroingenieur, Staatssekretär der Reichspost
- Jan Nagel (Politiker) (* 1939), niederländischer Politiker (50PLUS)
- Jan Paul Nagel (1934–1997), deutscher Komponist
- Joachim Nagel (* 1966), deutscher Volkswirtschaftler und Bankmanager
- Joachim H. Nagel (1948–2017), deutscher Medizinphysiker und -ingenieur
- Jobst Nagel, Domherr in Münster
- Johann Nagel (Amtmann) († 1494), deutscher Amtmann und Hofbeamter
- Johann Nagel (Domherr) († 1577), Domherr in Münster
- Johann Andreas Michael Nagel (1710–1788), deutscher Hebraist
- Johann Friedrich Nagel (1765–1825), deutscher Maler
- Johann Friedrich Gottlieb Nagel (1790–1855), deutscher Priester und Lehrer
- Johann Heinrich Nagel (1691–1727), deutscher Komponist
- Josef Nagel (Musiker) (?–1847), österreichischer Violinist
- Josef Nagel (Dirigent) (1921/1922–2001), Schweizer Dirigent
- Josef Marsil Wilhelm Xaver von Nagel zur Loburg (1715–1777), deutscher Offizier und Erbauer des Schlosses Loburg
- Joseph Anton Nagel (1717–1794), österreichischer Hofmathematiker
- Joseph Darwin Nagel (1867–1961), österreichisch-ungarischer Arzt
- Judy Nagel (* 1951), US-amerikanische Skirennläuferin
- Jule Nagel (Influencerin) (* 2002), deutsche Influencerin
- Juliane Nagel (* 1978), deutsche Politikerin (Die Linke)
- Julius Nagel (1809–1884), deutscher Theologe
- Jürgen Nagel (Fotograf) (* 1942), deutscher Fotografiker und Fotograf
- Jürgen G. Nagel (* 1966), deutscher Historiker

### K
- Kai Nagel (* 1965), deutscher Physiker
- Karl Nagel (Musiker) (1922–1993), österreichischer Volksliedsänger und -komponist
- Karl Nagel (Politiker, 1928) (1928–2013), deutscher Politiker (CDU)
- Karl Nagel (Politiker, 1960) (* 1960), deutscher Musiker und Politiker (APPD)
- Karl Ludwig Nagel (1898–1959), deutscher Maler
- Katja Nagel (* 1963), deutsche Kauffrau und Kommunikationsmanagerin
- Kurt Nagel (1909–1980), deutscher Landrat
- Kurt Nagel, Begründer der Nagel-Group

### L
- Larry Nagel (Laurence Nagel; * um 1945), US-amerikanischer Elektroingenieur und Informatiker, Entwickler von SPICE
- Lars Nagel (* 1974), deutscher Schauspieler
- Laura Nagel (* 1992), neuseeländische Mittelstreckenläuferin
- Leo Nagel (1835–1891), österreichischer Jurist und Schriftsteller
- Leopold Nagel (1818–1895), österreichischer Politiker, Bürgermeister von Klagenfurt
- Lorenz Theodor Nagel (1828–1895), deutscher Publizist, Journalist und Beamter
- Ludwig von Nagel (Nagel zu Aichberg; 1836–1899), deutscher Offizier, Zeichner und Maler
- Ludwig Nagel (Musiker) (1872–1942), österreichisch-tschechischer Geiger und Konzertmeister
- Lukas Nagel († 1611), Dompropst in Münster

### M
- Maggy Nagel (* 1957), luxemburgische Politikerin
- Maja Nagel (* 1959), sorbische Malerin und Grafikerin
- Marc Nagel (* 1970), deutscher Handballspieler und -trainer
- Margot Nagel (* 1943), deutsche Schauspielerin
- Markus Nagel (* 1967), deutscher Radsportler und Radsporttrainer
- Matthias Nagel (Domherr) († 1589), deutscher Domherr
- Matthias Nagel (Kirchenmusiker) (* 1958), deutscher Kirchenmusiker
- Max Nagel (Architekt) (1848–1904), deutscher Architekt
- Max Nagel (Politiker, 1905) (1905–1981), deutscher Politiker (CDU)
- Max Nagel (Politiker, 1949) (1949–2004), deutscher Politiker (SPD), MdL Baden-Württemberg
- Maximilian Nagel (Musiker) (1712–1748), deutscher Kammermusiker und Lautenist
- Maximilian Nagel (Theologe) (1747–1772), deutscher Theologe
- Maximilian Friedrich von Nagel (1766–1794), Domherr in Münster
- Michael Nagel (Literaturwissenschaftler) (* 1950), deutscher Literaturwissenschaftler und Hochschullehrer
- Michael Nagel (Rechtsanwalt) (* 1959), deutscher Rechtsanwalt
- Michael Nagel (Ökonom) (* 1970), deutscher Wirtschafts- und Sozialwissenschaftler
- Morné Nagel (* 1978), südafrikanischer Leichtathlet
- Mylène Nagel (* 1977), deutsche Springreiterin

### N
- Nic Nagel, deutsche O-Tonmeisterin, Tonassistentin
- Norbert Nagel (* 1961), deutscher Musiker
- Norbert Nagel (Historiker) (* 1968), deutscher Historiker und Linguist

### O
- Oliver Nagel (* 1971), deutscher Satiriker und Autor
- Oskar Nagel (1874–nach 1914), US-amerikanischer Chemiker österreichischer Herkunft
- Otto Nagel (1894–1967), deutscher Maler

### P
- Patrick Nagel (Künstler) (1945–1984), US-amerikanischer Künstler
- Patrick Nagel (Fußballspieler) (* 1990), deutscher Fußballspieler
- Paul Nagel (1925–2016), deutscher Bildhauer, Maler, Kunstschmied und Architekt
- Paul Arthur Nagel (1856–1918), deutscher Jurist und Politiker
- Paul C. Nagel (1926–2011), US-amerikanischer Historiker
- Peter Nagel (Religionshistoriker) (1938–2024), deutscher Theologe, Religionshistoriker und Philologe
- Peter Nagel (Maler) (* 1941), deutscher Maler
- Peter Nagel (General) (* 1945), deutscher Generalmajor
- Peter Nagel (Politiker) (* 1961), deutscher Politiker (CDU)
- Peter Nagel (Bildhauer) (* 1963), deutscher Bildhauer, Installationskünstler und Hochschullehrer
- Peter Conrad Nagel (1825–1911), US-amerikanischer Priester
- Philipp Nagel (1799–1870), deutscher Jurist und Politiker, Abgeordneter des Württembergischen Landtags
- Philipp Ludwig von Nagel zu Ittlingen (1654–1712), Domherr in Münster

### R
- Rainer Nagel (* 1940), deutscher Mathematiker
- Ralf Nagel (* 1959), deutscher Politiker (SPD)
- Raoul A. Nagel (* 1981), österreichischer Filmkomponist, Theatermusiker und -regisseur
- Reiner Nagel (* 1959), deutscher Architekt
- Reinhard Nagel (1927–2009), deutscher Mediziner
- Reinhart Nagel (1954–2017), deutscher Unternehmer und Organisationsberater
- Renate Nagel (1936–2023), deutsch-schweizerische Verlagslektorin und Verlegerin
- Richard Nagel (Ornithologe) (1857–1941), deutscher Ornithologe und Maler
- Richard Nagel (Unternehmer) (1860–1920), deutscher Fahrradfabrikant
- Robert Siegfried Nagel (1875–1945), österreichischer Schriftsteller
- Rodica Nagel (* 1970), französisch-rumänische Langstreckenläuferin
- Rolf Nagel (* 1929), deutscher Schauspieler
- Rolf Nagel (Archivar) (* 1938), deutscher Romanist, Historiker und Archivar
- Rudolf Nagel (Geistlicher, 1821) (Rudolf Gustav Adelhard Nagel; 1821–??), deutscher Theologe, Lehrer und Prediger
- Rudolf Nagel (Geistlicher, 1867) (1867–1938), deutsch-österreichischer Ordensgeistlicher, Lehrer und Provinzial
- Rudolf Nagel (Techniker) (1878–1964), deutscher Hochspannungsprüftechniker und Energiewirtschaftler
- Rudolf Nagel (Fotograf) (1944–1993), deutscher Fotograf und Theologe

### S
- Sidney Nagel (* 1948), US-amerikanischer Physiker
- Siegfried Nagel (Baumeister) (1901–1979), deutscher Baumeister
- Siegfried Nagel (Sportwissenschaftler) (* 1968), deutscher Sportwissenschaftler und Hochschullehrer
- Silvia Nagel (* vor 1950), italienische Philosophin und Hochschullehrerin
- Steven Ray Nagel (1946–2014), US-amerikanischer Astronaut
- Sven Nagel (* 1970), deutscher Comedian und Autor
- Sylvia Nagel (* 1962), deutsche Journalistin und Regisseurin

### T
- Theodor Georg Nagel (1836–1888), deutscher Musikverleger
- Thomas Nagel (Philosoph) (* 1937), US-amerikanischer Philosoph
- Thomas Nagel (Grafikdesigner) (* 1962), deutscher Grafikdesigner
- Thorsten Nagel, deutscher Geologe und Hochschullehrer
- Tilman Nagel (* 1942), deutscher Orientalist
- Tjark Nagel (* 1952), deutscher Springreiter

### U
- Udo Nagel (* 1951), deutscher Polizeibeamter und Politiker
- Udo Nagel (Zoodirektor) (* 1954), deutscher Agraringenieur und Zoodirektor
- Ulrich Nagel (Ingenieur) (* 1948), deutscher Hochschullehrer für Baubetrieb und Baumanagement
- Ulrich Nagel (Chemiker) (* 1949), deutscher Chemiker und Hochschullehrer
- Ulrike Nagel (Juristin) (* 1961), deutsche Juristin, Richterin und Kommunalpolitikerin
- Ulrike Nagel (Journalistin) (* 1979), deutsch-niederländische Journalistin und Übersetzerin
- Uwe Nagel (Regisseur) (* 1962), US-amerikanischer Regisseur, Drehbuchautor und Produzent
- Uwe Nagel (Mathematiker) (* 1963), deutscher Mathematiker und Hochschullehrer
- Uwe Jens Nagel (* 1943), deutscher Soziologe und Agronom

### V
- Valentin Nagel (1891–1942), deutscher Maler
- Volbrecht Nagel (1867–1921), Missionar

### W
- Walter Nagel (1901–1943), deutscher Politiker (NSDAP), MdR
- Werner Nagel (Politiker, I), deutscher Politiker (SED), MdV
- Werner Nagel (Politiker, 1934) (1934–1993), deutscher Politiker (SPD), MdB
- Werner Nagel (Philologe) (* 1937), österreichischer Klassischer Philologe
- Wilhelm Nagel (Theologe) (1805–1864), deutscher Theologe
- Wilhelm Nagel (Maler, 1820) (1820–1871), deutscher Maler und Zeichner
- Wilhelm Nagel (Maler, 1866) (1866–1945), deutscher Maler und Zeichner
- Wilhelm Nagel (Musiker, 1870) (1870–1954), deutscher Komponist, Musiker und Chorleiter
- Wilhelm Nagel (Musiker, 1871) (1871–1955), deutscher Komponist, Organist und Chorleiter
- Wilhelm Nagel (Fabrikant) (1887–1941), deutscher Kamerafabrikant
- Wilhelm Nagel (Maler, 1888) (1888–1943), deutscher Landschaftsmaler
- Wilhelm Nagel (General) (1898–1980), deutscher General
- Wilhelm Nagel (Goldschmied) (1927–2014), deutscher Goldschmied
- Wilhelm Heinrich Nagel (1888–1967), deutscher Maler
- William Nagel (1905–1995), deutscher evangelischer Theologe
- Wilibald Nagel (1863–1929), deutscher Musikwissenschaftler und Musikkritiker
- Wilibald A. Nagel (1870–1911), deutscher Physiologe
- Wolfgang Nagel (* 1944), deutscher Politiker (SPD)
- Wolfram Nagel (1923–2019), deutscher Archäologe und Hochschullehrer

### Y
- Yannick Nagel (* 2005), deutscher Sportkletterer